# Mustin (Mecklenburg)
Mustin település Németországban, Mecklenburg-Elő-Pomeránia tartományban. Lakosainak száma 346 fő (2023. december 31.).

## Népesség
A település népességének változása:
| Lakosok száma | 397  | 376  | 355  | 353  | 346  |
|               | 2017 | 2019 | 2021 | 2022 | 2023 |